# Rugby a 15 nel 1932

## Attività Internazionale
La Francia è stata espulsa dal torneo delle cinque nazioni. O più esattamente la federazione britannica ha interrotto le relazioni con quella Francese.
Riprenderanno solo nel 1945.

### Tornei per nazioni
|  | Home Championship | Galles Inghilterra Irlanda |

### I tour
- Il Sudafrica a cavallo tra la fine del 1931 e l'inizio del 1932 si reca per un tour in Europa nel quale conquista uno storico Grande Slam battendo tutte le squadre britanniche. È il momento massimo del rugby d'anteguerra, soprattutto per i paesi dell'emisfero meridionale.

Questi i test disputati nel 1932:
| Londra 2 gennaio 1932 | Inghilterra | 0 – 7 | Sudafrica | (Twickenham) |

| Edimburgo 16 gennaio 1932 | Scozia | 3 – 6 | Sudafrica | (Murrayfield) |

La nazionale giovanile sudafricana si reca in Argentina, aprendo un rapporto storico tra le due federazioni rugbistiche. Due i match contro la nazionale argentina.
| Buenos Aires 16 luglio 1932 | Argentina | 0 – 42 | Sudafrica Junior | ((Etcheverry)) |

| Buenos Aires 23 luglio 1932 | Argentina | 3 – 34 | Sudafrica Junior | ((Etcheverry)) |

- Una selezione canadese si reca in Giappone, dove affronta la selezione universitaria:

| Osaka 31 gennaio 1932                                                                        | Giappone (Students) | 9 – 8                              | Canada | Hanazono (20.000 spett.) |
| \| \| \| \| \| mete: Kitano, + altri 2 \| Marcatori \| mete: Forbes, Niblo trasf.: Forbes \| |                     |                                    |        |                          |
|                                                                                              |                     |                                    |        |                          |
| mete: Kitano, + altri 2                                                                      | Marcatori           | mete: Forbes, Niblo trasf.: Forbes |        |                          |

| Tokyo 11 febbraio 1932 | Giappone (Students) | 38 – 5                    | Canada | Meiji Jungu Stadium (35.000 spett.) |
| \| \| \| \| \| mete: Chang, Hirao Nogami, Okada Toba-Nakajima 3, Toshi trasf.: Kasahara 3, Kitano c.p.: Kasahara 2 \| Marcatori \| mete: Boone trasf.: Leroy \| |                     |                           |        |                                     |
| |                     |                           |        |                                     |
| mete: Chang, Hirao Nogami, Okada Toba-Nakajima 3, Toshi trasf.: Kasahara 3, Kitano c.p.: Kasahara 2                                                             | Marcatori           | mete: Boone trasf.: Leroy |        |                                     |

- La nazionale di Tonga si reca alle Isole Figi:

| Suva 1932 | Figi | 11 – 0 | Tonga |  |

| Suva 1932 | Figi | 24 – 5 | Tonga |  |

| Suva 1932 | Figi | 30 – 3 | Tonga |  |

- La Nuova Zelanda si reca in Tour inAstralia. È in questa occasione che viene messa in palio per la prima volta la Bledisloe Cup, che gli All Blacks si aggiudicano con due vittorie in tre match.

| Sydney 2 luglio 1932 | Australia | 22 – 17 | Nuova Zelanda | Cricket Ground |

| Brisbane 16 luglio 1932 | Australia | 3 – 21 | Nuova Zelanda | Exhibition Ground |

| Sydney 23 luglio 1932 | Australia | 13 – 21 | Nuova Zelanda | Cricket Ground |

## Altri test
| Amsterdam 13 marzo 1932 | Paesi Bassi | 6 – 6 | Belgio |  |

| Madrid 16 aprile 1932 | Spagna | 14 – 8 | Marocco Francese |  |

| Arbitro: | A. Steyn |

|         |           |                                                                   |
| Drop: ? | Marcatori | mete: Baillette, Chaud Coderc, Finat 2 trasf.: Chaud c.p.: Rousie |

| Eindhoven giugno 1932 | Paesi Bassi | 24 – 11 | Germania XV |  |

| Rabat 25 dicembre 1932 | Marocco Francese | 14 – 0 | Spagna |  |

## I Barbarians
Nel 1932 la squadra ad inviti dei Barbarians ha disputato i seguenti incontri:
| Northampton 10 marzo 1932 | East Midlands | 12 – 9 | Barbarians |  |

| Penarth 25 marzo 1932 | Penarth RFC | 16 – 22 | Barbarians |  |

| Cardiff 26 marzo 1932 | Cardiff RFC | 8 – 14 | Barbarians | Arms Park |

| Swansea 28 marzo 1932 | Swansea RFC | 8 – 12 | Barbarians | (Saint Helen's) |

| Newport 29 marzo 1932 | Newport RFC | 6 – 9 | Barbarians | (Rodney Parade) |

| Leicester 27 dicembre 1932 | Leicester Tigers | 10 – 22 | Barbarians | (Welford Road) |

## Campionati nazionali
| Francia              | Campionato 1931-32       | Lyon OU          |
|                      | Challenge Yves du Manoir | Agen             |
| Italia               | Campionato 1931-32       | Amatori Milano   |
| Nuovo Galles del Sud | Shute Shield             | Mainly           |
| Sudafrica            | Currie Cup               | Western Province |
| Romania              | Campionato               | Sportul Bucarest |
| Spagna               | Copa del Rey             | FC Barcelona     |